# Ocotea madagascariensis
Ocotea madagascariensis là loài thực vật có hoa trong họ Nguyệt quế. Loài này được (Meisn.) Palacky miêu tả khoa học đầu tiên năm 1907.